# バリオク!
バリオク!とは、日本テレビ制作で月曜深夜24:55 - 25:25に放送されていたオークションバラエティ番組。
2005年10月3日から2006年3月27日まで全23回放送された。ウエンツ瑛士単独の初看板番組であり、大阪で活動しているメッセンジャー黒田有の初東京進出番組である。

## 出演
- ウエンツ瑛士
- メッセンジャー黒田有

## コーナー

### キャラオク!
クリエイター達が新しいキャラクターを持ちこみ、4名のバイヤー達にプレゼンするコーナー。

### おしえてプチゴージャス!!
セレブな女性タレント・モデル達のプライベートを覗いて、女性達の生活をプチゴージャスにするコーナー。

### プラチなオークション!
人気タレントや歌手が視聴者の気持ちを代弁する企画。